# O Concerto no Ovo
O Concerto no Ovo é uma pintura anteriormente considerada como um cópia de uma obra perdida elaborada por Hieronymus Bosch e que é actualmente considerada como baseada num dos seus desenhos. 
Max Jakob Friedländer denominou-a como "uma cópia antiga", sem especificar a obra a partir da qual foi copiada.
Atribuições modernas da pintura (de um seguidor de Bosch desconhecido) foi baseada na análise da música presente no livro aberto, que mostra notas por Thomas Crecquillon, do ano de 1549.
A obra foi comprada em 1890, por 400 francos, pelo Palais des Beaux-Arts de Lille (Palácio das Belas Artes de Lille) a Morhange, um negociante de arte parisiense. Apareceu com o título em holandês Zangers en musici in een ei numa exibição no ano de 2008 no Museu Noordbrabants, em 's-Hertogenbosch.